# حزب الوحدة الإسلامي (أفغانستان)
حزب الوحدة الإسلامي في أفغانستان (بالفارسية: حزب وحدت اسلامی افغانستان) ، تختصر أحيانًا بـ(حزب وحدت)، تأسس في عام 1989م. مثل معظم الأحزاب السياسية في أفغانستان وهو حزب شيعي أفراده من الهزارة الشيعة.
أسس الحزب عبد العلي مزاري. يعود جذور حزب الوحدة إلى الفترة المضطربة التي شهدتها حركات المقاومة المناهضة للسوفييت في أفغانستان في الثمانينيات. تم تشكيلها لجمع تسع مجموعات عسكرية وأيديولوجية منفصلة ومعظمها معادية في كيان واحد.
برز خلال فترة الحرب الأهلية الأفغانية في أوائل التسعينيات كأحد الجهات الفعالة الرئيسية في كابول وبعض أجزاء أخرى من البلاد. كان الإسلام السياسي هو أيديولوجية معظم قادته الرئيسيين ، لكن الحزب مال تدريجياً نحو قاعدة الدعم العرقي للهزارة، وأصبح المحرك الرئيسي لمطالب المجتمع وتطلعاته السياسية. شكلت خلفيتها الأيديولوجية وقاعدة دعمها العرقي طابعها وأجندتها السياسية بشكل مستمر. من خلال الجهاد ضد السوفييت والحرب الأهلية ، راكم حزب الوحدة رأس مال سياسي كبير بين الهزارة الأفغان.

## الخلفية
بعد انهيار حكومة كابول الموالية للسوفيات في هزاريستان في عام 1979، وقعت المنطقة تحت سيطرة شورى إنجلاب ، وهي منظمة تم تجميعها بسرعة على مستوى المنطقة، وسرعان ما تم تحديها وإسقاطها من قبل العديد من المنظمات الجديدة مثل الجماعات الإسلامية التي انخرطت في صراعات أيديولوجية لا نهاية لها ، ومع ذلك ، كانت هذه الجماعات غير عنيفة والجماعات المختلفة لا تزال تستهدف قوات الاتحاد السوفيتي مجتمعين. واندلعت الحروب والصراعات ضد قوات الاتحاد السوفياتي بحماسة أيديولوجية قوية. ومع ذلك ، لم تتمكن أي من المنظمات من تحديد نتيجة السيطرة السياسية علي الهزارة لصالحها. مع اقتراب النصف الثاني من الثمانينيات ، ظهر مأزق كامل في المنطقة ، حيث اقتصرت كل منظمة على جيوب معينة من الأراضي. نتيجة لذلك ، كانت هناك رغبة عارمة في التغيير شعر بها كل من القرويين وكبار قادة المنظمات للتوحيد.

## الأيديولوجيا والعرق
من الناحية الأيديولوجية ، كان معظم قادة حزب الوحدات من الإسلاميين السياسيين. وبطريقة ما كان تشكيل الحزب تتويجًا لعملية أسلمة جماعات الهزارة المناهضة للسوفييت في أفغانستان. ورافقت العملية صعود تدريجي لهيمنة رجال الدين على القيادة السياسية للمنطقة، وفي الواقع كانت بمثابة النصر النهائي لرجال الدين الإسلاميين. من خلال التوحيد تحت الاسم الجديد عززوا هيمنتهم السياسية. أكد بيان الوحدات استمرار وتكثيف الجهود من أجل تشكيل حكومة إسلامية قائمة على الكتاب والسنة، ودعا إلى بذل مزيد من الجهود لدمج كل الجماعات الشيعية الحقيقية الأخرى في الحزب والعمل بالتضامن مع جميع المنظمات الإسلامية السنية. تشير لغة البيان بوضوح إلى أن الوحدات كانت ، على الأقل في الغالب ، منظمة شيعية ، على الرغم من الإشارات إلى التضامن والتعاون مع المنظمات السنية. وطالب بالمساواة بين الفقه الشيعي والحنفي المدرسة السائدة بين السنة في البلاد. بصفته حزبًا دينيًا ، يمكن أن يُنسب الفضل إلى حزب الوحدات في الانفتاح والشمول الاستثنائي في مجتمع محافظ مثل أفغانستان. في خطوة استثنائية بين المجاهدين الأفغان ، ضم الحزب عشر سيدات في مجلسه المركزي وخصص لجنة كاملة لشؤون المرأة برئاسة امرأة من الهزارة الحاصلة على تعليم جامعي.

لكن النقطة الأساسية هي أن الحركة مالت تدريجياً نحو قاعدة الدعم العرقي. فقد كشفت التطورات السياسية اللاحقة في كابول عن صعوبات إقامة حكومة إسلامية في البلاد. مع سقوط الشيوعية النظام في كابول والفشل في تشكيل حكومة إسلامية ، تحولت الفصائل المتحاربة إلى قواعد دعمها العرقية والإقليمية. بينما ظل الإسلام السياسي هو الأيديولوجية المعلنة رسميًا لمعظم الجماعات ، ظهرت المطالب العرقية والصراعات على السلطة كمصادر رئيسي للتعبئة السياسية. كان قادة الوحدات يسعون جاهدين لتحقيق التوازن بين العرق والدين. وكانت النتيجة إيديولوجية إسلامية تستخدم للتعبير عن وتعزيز حقوق مجتمع محروم تاريخيًا ؛ كانت الرغبة القوية في وحدة الهزارة هي القوة الدافعة الرئيسية لهم. في الواقع ، من الناحية الإيديولوجية ، أصبح المزيج المميز لنصر من القومية العرقية والإسلام بشكل متزايد أيديولوجية الوحدات، وهو خطاب عرقي تهيمن عليه لغة إسلامية ويتم التعبير عنه من خلالها. 

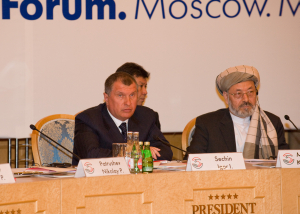
كريم خليلي مع نائب رئيس الوزراء الروسي ايغور سيتشين, 14 مايو, 2009 في موسكو.

عبد العلي مزاريكان عضوًا سابقًا في حزب النصر والأمين العام الأول للوحدات ، الوكيل الرئيسي للتحول الواضح للحزب إلى منبر للحقوق والمطالب السياسية للهزارة. عندما وصل إلى كابول في عام 1992 ، فتح أيضًا باب الحزب أمام الهزارة من جميع الخلفيات الاجتماعية والأيديولوجية. انضمت مجموعة من اليساريين والبيروقراطيين الحكوميين السابقين إلى الدائرة الداخلية لقيادة الحزب ، مما أدى إلى مزيد من الانقسامات. كان هذا اختبارًا حقيقيًا للتسامح السياسي لدى القسم الأكثر تحفظًا من رجال الدين. وبينما تم إنشاء الحزب لتوحيد المنظمات ذات الغالبية الإسلامية والدينية ، واجه في كابول مجموعات من الهزارة المتعلمين أكبر بكثير مما كان عليه الحال في المقاطعات ؛ وكان معظم هؤلاء يساريين ومنظمين بشكل جيد نسبيًا. مسألة ما إذا كان ينبغي على الحزب أن يقبل هؤلاء الأفراد انقسمت قيادة الحزب. احتاج العلماء (العلماء) إلى معرفة وخبرات هؤلاء الهزارة المتعلمين لمساعدة الحزب على التكيف مع البيئة السياسية الحضرية. عانى الحزب من نقص مزمن في الأعضاء الذين استفادوا من التعليم الحديث. علاوة على ذلك ، كان معظم رجال الدين على دراية قليلة بالسياسات في كابول. معظمهم تعلموا في مراكز دينية في إيران والعراق وشاركتا بشكل رئيسي في السياسة في الهزارات الريفية. أخيرًا ، افتقر مقاتلو الوحدات إلى المهارات العسكرية المناسبة للبيئة الحضرية. على الرغم من ذلك ، عارض العديد من الشخصيات الرئيسية في المجلس المركزي ضم المتعلمين كابول إلى الحزب ، معتبرين إياهم شيوعيين ملحدون. بينما لم يُمنح أي من اليساريين السابقين أي منصب سلطة داخل قيادة الحزب ، فإن علاقتهم القوية مع عبد العلي مزاري وتأثيرهم المتصور عليه أغضب الأقسام الأكثر تحفظًا في الحزب. كان أبرزها في هذا الصدد هو محمد أكبري ، الذي عارض باستمرار تحالف الوحدات مع الجماعات غير الجهادية مثل جنبيش ملي الذي ينتمي إليه الجنرال دوستم .واليساريين الهزاره. في المقابل ، لم يسع اليساريون إلى أي مناصب رسمية داخل صفوف الحزب. كانوا في الغالب معنيين بضمان أمنهم الشخصي وتجنب اضطهاد المجاهدين.